# Comesperma aphyllum
Comesperma aphyllum är en jungfrulinsväxtart som beskrevs av Robert Brown och George Bentham. Comesperma aphyllum ingår i släktet Comesperma och familjen jungfrulinsväxter. Inga underarter finns listade i Catalogue of Life.